# Müschede (Adelsgeschlecht)

Wappen derer von Müsche

Müschede war ein mittelalterliches Adelsgeschlecht mit dem Hauptsitz in Müschede bei Arnsberg. Die Schreibweise des Namens wechselte zwischen Muche, Musche, Mussche und Müssche.

## Die Familie in den Quellen
Zu den vielen sauerländischen Ortschaften, nach denen sich im Mittelalter eine Adelsfamilie nannte, gehörte auch Müschede. Die Nachrichten über diese Familie de (= von) Muche/Musche/Mussche sind sehr spärlich im Vergleich zu denen der benachbarten Familien von Hüsten, von Wicheln, von Reigern und von Herdringen, deren Namen sich allerdings im Laufe der Zeit z. B. infolge Aussterbens im Mannesstamm geändert haben.
Folgende Informationen über die Familie de Muche liegen vor:
1179 verzichtete Luthfridus de Muche auf ein Lehen, das er in Oelinghausen besaß. Diese Urkunde ist die älteste bekannte, eindeutige Information über die Familie de Muche und indirekt über den Ort Müschede. In der ältesten ausführlicheren Urkunde über den Ort Müschede wurden 1242 Erenbertus de Musche et Conradus frater suus (Erenbert de Musche und sein Bruder Conrad) als Zeugen in einer Müscheder Markenangelegenheit genannt. Aus dem Jahr 1295 berichten die Quellen, dass die Äbtissin des Klosters in Meschede von Graf Ludwig von Arnsberg den Sohn Heinrich des verstorbenen Heidolf de Musche (Hinricum filium quondam Heidolfi de Musche) als Ministerialen übernahm. Weitere Informationen über das Geschlecht stammen erst aus dem Jahr 1413, als Jutte van Mussche dem Kloster Oelinghausen eine Rente aus dem Gut zu Albringen (Alberdinchusen) übertrug. 1419 übertrug die Jungfrau Jutte von Möringen (Morynchusen) gen. von Mussche vor dem Freistuhl zu Müschede dem Kloster Oelinghausen das freie erbliche Gut zu Albringen (Alberdynchusen). Bereits 1424 bestätigte Berthold Kreuwel von Steinhausen (Stenhusen) mit seiner Frau Aude und im Namen ihrer Kinder, dass der Hof und das Gut zu Albringen (Alberinchusen) von der verstorbenen Jutten von Marinchusen dem Kloster Oelinghausen mit ihrer Zustimmung geschenkt worden sei.
Nach der Urkunde vom 12. August 1179 verzichtet Luthfridus de Muche in seinem und seiner Erben Namen (die Erben werden nicht genannt) auf den Teil des Zehnten zu Oelinghausen, den er von Conrad de Ruthenberg zu Lehen hatte. Conrad de Ruthenberg seinerseits gab diesen Zehnten, den er vom Erzbischof von Köln, Philipp I., zu Lehen hatte, in dessen Hände zurück, sodass der Erzbischof diesen Zehnten nun den Brüdern und Schwestern des Klosters Oelinghausen (das Kloster war anfangs ein Doppelkloster, also Männer- und Frauenkloster) zum Geschenk machen konnte. Der Lehnsverzicht und die Schenkung fanden zu Soest in Gegenwart eines großen erzbischöflichen Gefolges statt, zu dem beispielsweise der Bischof von Osnabrück und die Grafen von Arnsberg und Ravensberg gehörten.
Luthfridus de Muche erscheint in dieser Urkunde als Lehnsmann des Edelherrn Conrad de Ruthenberg, eines Angehörigen der Familie von Rüdenberg, die im 12. und 13. Jahrhundert auf dem kölnischen Teil der Alten Burg zu Arnsberg saß und zu den bedeutendsten sauerländischen Lehnsträgern der kölnischen Kirche gehörte. Aus dem Umstand, dass Luthfridus de Muche Lehnsmann des Conrad de Ruthenberg war, muss nicht notwendig geschlossen werden, dass er als Ministeriale des Edelherrn, als ein höriger Dienstmann (Hörigkeit als eine gewisse Leibeigenschaft, nicht aber als Unfreiheit verstanden) angesehen werden muss.

## Probleme der Forschung

### Die Familie im Hochmittelalter
Über den Stand des Luthfridus de Muche sagt höchstwahrscheinlich eine Urkunde aus dem Jahre 1174.  Näheres aus. In dieser Urkunde bestätigt Erzbischof Philipp I. von Köln die Stiftung des Klosters Oelinghausen. Unter den vielen Zeugen, von denen es – zum Unterschied von den gesondert aufgeführten Ministerialen – heißt „Hii omnes nobiles seu liberi“ (diese alle sind Edle oder Freie), erscheint auch ein Luttfridus (ohne Herkunftsbezeichnung oder sonstigen Namenszusatz). Da in den bekannten Urkunden der Zeit von 1150 bis 1200 außer dem 1179 genannten Luthfridus de Muche und diesem Luttfridus von 1174 kein Luthfridus oder Luttfridus vorkommt, diese beiden Vorkommen aber sich in Oelinghauser Urkunden befinden, darf mit ziemlicher Sicherheit angenommen werden, dass der Luttfridus von 1174 mit dem Luthfridus de Muche von 1179 identisch ist, dass somit Luthfridus de Muche ein Freier und kein Ministeriale war. Diese Feststellung ist für die Bewertung der weiteren Nachrichten über die Familie de Muche wichtig.
In der Urkunde von 1242 geht es um den Verkauf einer Markenberechtigung, die ein mansus in Musche (ein Hof in Müschede) in marca Musche (in der Müscheder Mark) hatte; zu diesem Verkauf mussten die Markgenossen ihre Zustimmung geben, und als Markgenossen werden genannt: Erenbertus de Musche et Conradus frater suus, Albertus dictus Bischop et alii markenote, also Erenbert de Musche und sein Bruder Conrad, Albert genannt Bischop und andere Markgenossen. Aus der Formulierung geht nicht mit absoluter Deutlichkeit hervor, ob der Zusatz „und andere Markgenossen“ sich nur auf Albert genannt Bischop, oder auch auf die Brüder de Musche bezieht. Aber die Wahrscheinlichkeit, dass die Brüder de Musche hier als zustimmungsberechtigte Markgenossen neben Albertus dictus Bischop und den namentlich nicht genannten Markgenossen auftreten, ist doch sehr groß. Im Gegensatz zu den anderen Urkundszeugen werden die Brüder de Musche und Albertus dictus Bischop durch keinen Zusatz näher charakterisiert. Die anderen Zeugen werden plebanus (Pfarrer), milites (Ritter), officialis noster (unser – nämlich des Grafen von Arnsberg – Amtmann) und villicus noster de Wicke (unser – nämlich des Grafen von Arnsberg – Schulte von Wicke) bezeichnet. Aus dem Umstand, dass die Brüder de Musche einfach nur Markgenossen sind, lässt sich der Schluss ziehen, dass sie in keinem dienstlichen Verhältnis zum Grafen von Arnsberg, dem Aussteller der Urkunde, standen, dass sie ferner als freie Männer auf freiem Grund und Boden (Allod) saßen. Hierzu würde passen, was bereits zu dem Freien Luitfridus gesagt worden ist. Über die verwandtschaftliche Beziehung der Brüder de Musche zu Luthfridus de Musche lässt sich nichts sagen. Rein zeitlich könnten sie wohl am ehesten als seine Enkel angesehen werden.
Zu dem bisher von der Familie de Musche gewonnenen Bild wollen die Nachrichten nicht passen, die in der Urkunde von 1295 enthalten sind. Aus der Zeit von 1242 bis 1294 sind bisher keine Nachrichten über die Familie de Musche bekannt geworden, somit auch nichts über eine eventuelle Standesveränderung der Familie de Musche, wie sie der Urkunde von 1295 nach stattgefunden haben müsste. Nach dieser Urkunde erhielt die Äbtissin von Meschede vom Grafen von Arnsberg auf dem Tauschwege den gräflichen Ministerialen Heinrich, Sohn des verstorbenen Heidolf de Musche. Wenn dieser Heidolf und sein Sohn Heinrich zur Familie von Luthfrid, Erenbert und Conrad gehörten – und es besteht kein ausreichender Grund, dies zu bestreiten – dann ist die Familie in der Zwischenzeit in die Ministerialität abgesunken, sie hat in gewissem Umfang ihre persönliche Freiheit und wohl auch ihren freien Besitz (Allod) verloren. Es ist allerdings eigenartig, dass im Gefolge der Grafen von Arnsberg nie ein Mitglied der Familie de Musche erscheint. Auch in den Lehnsrollen der Grafen von Arnsberg kommt die Familie de Musche nicht vor. Das weckt natürlich einige Zweifel an der Zugehörigkeit Heidolfs und Heinrichs zur Familie Luthfrids, Erenberts und Conrads, aber da keine weiteren Nachrichten vorliegen, lassen sich die Unklarheiten vorerst nicht aus der Welt schaffen.

### Die Familie im Spätmittelalter
Über 100 Jahre hören wir dann nichts mehr von der Familie de Musche. Erst im Jahre 1413 erscheint sie plötzlich wieder, und zwar mit Jutte van Mussche, die sich als „des Stammes docter dem god genade“ (des Stammes Tochter, dem Gott gnädig sein möge), also als die Letzte ihres Stammes bezeichnet. Diese Jutte van Mussche schenkte am Tage Pauli Bekehrung (25. Januar) 1413 den Jungfrauen zu Oelinghausen, also dem Kloster Oelinghausen zur Abhaltung ihrer Jahresmesse zwei Malter Korn aus einem Hof in Alberdinchusen (Albringen, Pfarrei Enkhausen), auf dem zur Zeit (im Jahre 1413) Hannes Hacke saß. Aus den Klosterunterlagen ist zu entnehmen, dass Jutte von Mussche selbst auch dem Konvent der Jungfrauen im Kloster Oelinghausen angehörte. Wo die Schenkungsurkunde ausgestellt wurde, ist nicht angegeben. Das Siegel Juttes, das an der Urkunde hing, ist inzwischen abgefallen. Erhalten ist lediglich eine Abbildung eines zum Teil eingerollten und deshalb nur bruchstückhaft noch erkennbaren Siegels (Th. Ilgen, Die westfälischen Siegel des Mittelalters, Bd. 4, Münster 1894), von dessen Umschrift nurmehr fünf Buchstaben  lesbar waren. Wenn von diesen Buchstaben die letzten vier (die allein zusammenhängenden) tatsächlich „hede“ (als Rest von Muschede) zu lesen sind, dann dürfte es sich bei dem beschriebenen Siegel nicht um das der Jutte van Mussche handeln; denn es darf als ausgeschlossen gelten, dass sich die Urkundenausstellerin im Urkundentext anders nennt als in der Siegelumschrift (Muschede statt Mussche). Das Bild des beschriebenen Siegels ist ein Ankerkreuz, das nichts über die Familie der Jutte aussagt (aus Siegel- oder Wappengleichheit oder -ähnlichkeit lässt sich hier und da nachweisen, dass Familien unterschiedlichen Namens gemeinsamen Ursprungs sind). So erscheint Jutte van Mussche als eine Vertreterin der Familie van Mussche, die uns zunächst lediglich verrät: Die Familie bestand 1413 noch, obwohl sie seit dem 13. Jahrhundert nirgendwo erwähnt wird.
Mit der Urkunde von 1419 werden die Verhältnisse um Jutte van Mussche, die hier Jungfrau Jutte von Mörings gen. von Mussche genannt wird und ihre Beziehung zu Müschede, deutlicher. In Gegenwart von Gerd Seyner, dem Freigrafen zu Arnsberg, übereignete sie am 16. Februar 1419 vor dem Müscheder Freistuhl das freie erbliches Gut zu Albringen, gelegen im Kirchspiel von Enkhausen (Egynchusen) in der Bauerschaft von Albringen und im Gericht von Balve (Balue) dem Kloster Oelinghausen. Dies geschah, damit die Jungfrauen des Konvents – dem sie selbst angehört – für ewig für ihre Seele baten. Die Abwicklung der Schenkung vor dem Müscheder Freistuhl ist ein deutlicher Beleg ihrer Zugehörigkeit zu dem Müscheder Zweig der Familie von Mussche.
Die Urkunde vom 6. August 1424 bestätigt die 1419 vereinbarte Schenkung des Gutes zu Albringen an das Kloster Oelinghausen. Sie enthält gleichzeitig die Nachricht vom Tode der Jutte von Möringen (gen. von Mussche) und ist die letzte bekannte Erwähnung eines Mitgliedes der Familie v. Muche/Musche/Mussche.
Die seit 1315 in Soest nachweisbare Bürgerfamilie Musche (Herm. Rothert, Das älteste Bürgerbuch der Stadt Soest) hat mit der Müscheder Familie de Muche nichts zu tun.

## Wappen
Das Wappen zeigt ein Ankerkreuz. Tinkturen und Helmzier sind nicht überliefert.